# Вейленд (селище, Нью-Йорк)
Вейленд (англ. Wayland) — селище (англ. village) в США, в окрузі Стубен штату Нью-Йорк. Населення — 1680 осіб (2020).

## Географія
Вейленд розташований за координатами 42°33′46″ пн. ш. 77°35′45″ зх. д. / 42.56278° пн. ш. 77.59583° зх. д. (42.562837, -77.595863).  За даними Бюро перепису населення США в 2010 році селище мало площу 3,08 км², з яких 2,93 км² — суходіл та 0,15 км² — водойми.

## Демографія
Згідно з переписом 2010 року, у селищі мешкало 1865 осіб у 753 домогосподарствах у складі 496 родин. Густота населення становила 606 осіб/км².  Було 821 помешкання (267/км²).
Расовий склад населення:
| - 96,2 % — білих - 1,3 % — чорних або афроамериканців - 0,8 % — азіатів - 0,2 % — корінних американців |

До двох чи більше рас належало 0,8 %. Частка іспаномовних становила 1,1 % від усіх жителів.
За віковим діапазоном населення розподілялося таким чином: 25,9 % — особи молодші 18 років, 58,3 % — особи у віці 18—64 років, 15,8 % — особи у віці 65 років та старші. Медіана віку мешканця становила 39,2 року. На 100 осіб жіночої статі у селищі припадало 94,3 чоловіків;  на 100 жінок у віці від 18 років та старших — 91,4 чоловіків також старших 18 років.
Середній дохід на одне домашнє господарство  становив 50 882 долари США (медіана — 35 938), а середній дохід на одну сім'ю — 61 280 доларів (медіана — 50 580). Медіана доходів становила 45 882 долари для чоловіків та 36 146 доларів для жінок. За межею бідності перебувало 15,0 % осіб, у тому числі 23,5 % дітей у віці до 18 років та 3,1 % осіб у віці 65 років та старших.
Цивільне працевлаштоване населення становило 756 осіб. Основні галузі зайнятості: освіта, охорона здоров'я та соціальна допомога — 34,0 %, виробництво — 18,4 %, роздрібна торгівля — 14,0 %.